# Matzendorf (Szwajcaria)
Matzendorf – miejscowość i gmina w północnej Szwajcarii, w kantonie Solura, w jednostce administracyjnej (Amtei) Thal-Gäu, w okręgu Thal.

## Demografia
W Matzendorfie mieszka 1349 osób. W 2022 roku 9,6% populacji gminy stanowiły osoby urodzone poza Szwajcarią. 

## Transport
Przez teren gminy przebiega droga główna nr 30.